# Amarawati (Andhra Pradeś)
Amarawati (także Amravati, Amrawati i Amraoti, telugu అమరావతి) – miejscowość w południowych Indiach, nad rzeką Kryszną, w stanie Andhra Pradesh. 
Jest to ważny ośrodek artystyczny, który słynie ze sztuki rzeźbiarskiej, a także oddziałuje na Sri Lankę oraz Półwysep Indochiński.

## Historia
Amarawati było centrum buddyzmu w królestwie Andhra (VI wiek p.n.e. – III wiek n.e.), następnie siedzibą dynastii Satawahanów (III wiek p.n.e. – I wiek n.e.). Współczesne Amarawati powstało w XVIII wieku.

## Zabytki
Najbardziej znanym zabytkiem Amarawati jest stupa wzniesiona w II wieku p.n.e. przy klasztorze buddyjskim. Miała około 30 m. wysokości i 54 m. szerokości. Stupa była zdobiona bogatą dekoracją rzeźbiarską. W II wieku rekonstruowana, przebudowywana do V wieku, została zniszczona w XVIII wieku podczas budowy obecnego miasta. Jej pokryte rzeźbami fragmenty zachowały się w muzeach w Amarawati, Ćennaj, Kolkacie oraz w British Museum w Londynie.